# Cantó de Vélizy-Villacoublay
El cantó de Vélizy-Villacoublay és un antic cantó francès del departament d'Yvelines, que estava situat al districte de Versalles. Comptava amb 1 municipis i el cap era Vélizy-Villacoublay.
Al 2015 va desaparèixer i el seu territori va passar a formar part del cantó de Versalles-2.

## Municipis
- Vélizy-Villacoublay

## Història
| Data d'elecció                           | Identitat      | Partit                     | Qualitat |
| ---------------------------------------- | -------------- | -------------------------- | -------- |
| 1970-1976                                | M. Renaud      | Divers droite              |          |
| 1976-1988                                | Robert Wagner  | RPR                        |          |
| 1988-2005                                | Franck Borotra | RPR, després Divers droite |          |
| 2005-                                    | Joël Loison    | UMP                        |          |
| les dades anteriors no són pas conegudes |                |                            |          |
|                                          |                |                            |          |